# خاستین لرما
خاستین لرما (انگلیسی: Justin Lerma؛ زادهٔ ۵ مهٔ ۲۰۰۸) بازیکن فوتبال اهل اکوادور است که در حال حاضر برای باشگاه فوتبال ایندپندینته دل‌وایه بازی می‌کند. 